# ExpressLRS
ExpressLRS ist ein Open-Source-Funkprotokoll, welches für geringe Latenz und hohe Reichweite im Modellbau optimiert wurde und so etwa Drohnen oder Flugmodelle steuern kann. Es unterstützt Aktualisierungsraten von bis zu 500 Hz mit dem Ziel, diese bis zu 1000 Hz zu verbessern und damit Latenzen unterhalb von 5 Millisekunden zu ermöglichen. Es kann dabei sowohl Frequenzen von 2.4 GHz als auch 915/868 MHz genutzt werden.
Eine Sicherheitslücke wurde 2022 in ExpressLRS entdeckt, die es Angreifern ermöglicht, die Steuerung von Drohnen zu übernehmen. Das zugrundeliegende Problem war hierbei, dass die gemeinsame „binding phrase“ zwischen Sender und Empfänger mit dem als veraltet geltenden MD5 Hash-Algorithmus gebildet wird. Sync Pakete verrieten dabei den Großteil dieses Schlüssels, sodass die fehlenden Daten rekonstruiert werden und die Verbindung übernommen werden konnte. Empfehlungen zur Vermeidung der Schwachstelle waren die Vermeidung der Übermittlung der UID per Funk, Verbesserungen der Zufallsfunktion und eine Absicherung des frequency hopping Mechanismus.
Im Jahr 2024 meldete die ukrainische Firma Obriy Miltech über Schwierigkeiten, die Verbindung mittels des electronic warfare Systems „Horizon ANTIFPV“ zu blockieren. Während andere Protokolle großflächig gestört werden konnten, war ExpressLRS gerade mit Richtantennen unempfindlich gegen Unterbrechungen. Laut dieser Untersuchung könne kein System in der Ukraine zuverlässig Drohnen abwehren, welche per ExpressLRS gesteuert werden.